# William Relton
William Relton (Queensbury (West Yorkshire), 1 april 1930) is een Brits componist, dirigent, muziekproducent trompettist en cornettist.

## Levensloop
Relton kreeg zijn basisopleiding aan de Belle Vue Grammar School te Bradford. Hij werd op 14-jarige leeftijd flügelhoornist en 3 jaar later cornettist bij de The Brighouse and Rastrick Brass Band. Deze brassband werd in 1946 Britse Kampioen. In dit orkest werd hij spoedig solo cornettist. Tijdens de Tweede Wereldoorlog was hij trompettist bij de regionale kapel van de Royal Air Force te Weston-super-Mare. Na de oorlog studeerde hij aan het Saltley Teachers' College te Birmingham, maar op 20-jarige leeftijd werd hij 3e trompettist en solo cornettist bij het City of Birmingham Symphony Orchestra.  
Met een studiebeurs van Birmingham studeerde hij vanaf 1952 aan het Royal College of Music in Londen. Tijdens zijn studie speelde hij trompet in de bekende symfonieorkesten van Londen en in het orkest van Sadler's Wells Opera. Voor een saison speelde hij ook in het orkest van het Royal Opera House, Covent Garden. 
In 1957 werd hij trompettist van het BBC Concert Orchestra en vanaf januari 1960 was hij muziekproducent in de Noordelijke regio van de BBC Manchester. Aldaar kwam hij weer in contact met het grote aantal van brassbands, met lichte muziek en waar hij meewerkte aan de producties van het BBC Northern Orchestra, het Hallé Orchestra en het Royal Liverpool Philharmonic Orchestra. Hij werkte ook in het BBC Light Music Departement in Londen, waar hij het doel had, uitzendingen met brassbands en militaire muziekkorpsen te produceren. Onder andere produceerde hij ook de uitzending Friday Night is Music Night.  
Hij werd dirigent van de Huddersfield Glee and Madrigal Society en in 1967 richtte hij het Northern Manchester Symphony Orchestra op en werd ook dirigent van dit 60 leden tellende studentenorkest. 
In 1970 werd hij orkest-manager van het BBC Symphony Orchestra en in 1975 "General Manager". In deze functie heeft hij samengewerkt met alle grote dirigenten van toen, aangevangen bij Vladimir Asjkenazi en Leonard Bernstein over Pierre Boulez tot Hans Zender en David Zinman. Hij won onder andere Gennadi Rozjdestvenski en Sir John Pritchard als chef-dirigent voor het BBC Symphony Orchestra. Hij was verantwoordelijk voor de concertreizen naar Australië, Volksrepubliek China, Japan en de meeste Europese landen. 
Als hij de BBC verliet werd hij "General Manager" van het Eastern Orchestral Board, waar hij verantwoordelijk was voor de organisatie van de jaarlijks rond 250 concerten van de professionele symfonieorkesten en kamerorkesten in deze regio. 
Halifax
Relton is lid van het bestuur van de Royal Albert Hall en is eveneens lid van het "Panel of Assessors" van het Arts Council of England "Arts for Everyone" Lottery Fund. Verder is hij werkzaam in het bestuur van de Donatella Flick Conductors Competition. 
Als componist schreef hij werken voor brassband. Sinds 1977 is hij een veelgevraagd jurylid bij de nationale en internationale brassband kampioenswedstrijden.

## Composities

### Werken voor brassband
- 1998 East Anglian Watercolours, voor brassband
  1. The Docks
  2. The Broads
  3. Lifeboats
- Chevailler D'Honneur, voor brassband
- Drawcansir, voor brassband
- Four Fors for Brass, voor brassband
- Four Impressions, voor brassband
- Herewood the Wake, voor brassband
- Three Memories, voor brassband
- Waltz for Valentina, voor brassband

### Kamermuziek
- Le Cor Vole (The Stolen Horn), voor bariton en piano, op. 8
- The Trouble With The Tuba Is?, voor tuba en piano
- Trumpetistics, voor trompet en piano